# Digitales Videoeffektgerät
Ein digitales Videoeffektgerät (auch kurz DVE) dient der Manipulation von Videobildern und verfügt über einen Bildspeicher mit einer Kapazität von mindestens einem Vollbild.
Anwendung finden DVEs überwiegend in der Studioproduktion von TV-Sendungen. Ein Beispiel für einen sehr einfachen DVE-Trick ist die Bildteilung in Nachrichtensendungen, sodass der Moderator und ein Außenreporter gleichzeitig in kleinen „Fenstern“ zu sehen sind. Komplexe DVE-Tricks verfremden ganze Bilder oder Ausschnitte davon, animieren Text oder gestalten dreidimensionale Räume. Diese komplexen Tricks sind häufig das Resultat lange andauernder, anspruchsvoller Programmierarbeit. Einfache Tricks wie in oben erwähnten Nachrichtensendungen lassen sich zumeist in wenigen Minuten realisieren.
Eine Blütezeit erlebte der DVE in den 1990er Jahren, als fast jeder Regisseur in seine Sendung zum Teil mehrere Effekte einbinden ließ. Vor allem Auftritte von Musikgruppen wurden verfremdet und bekamen die Anmutung von hochwertigen Musikvideos. Heutzutage ist der DVE vor allem in Deutschland etwas aus der Mode geraten, was dazu geführt hat, dass es nur noch wenige gute Programmierer gibt, die auch aufwendige Effekte erstellen können.

## Funktionsweise eines DVE
Nach dem Einlesen der Bildpunkte wird das Bild in manipulierter Form wieder ausgegeben: Die Speicheradressen werden beim Auslesevorgang unterschiedlich abgerufen.
Das manipulierte Videosignal wird ebenfalls mit einem im DVE erzeugten Stanzsignal an einem Bildmischpult mit einem Luminanzkey (Helligkeits-Stanzeffekt) in ein anderes Bild eingetrickst.
Ein DVE-Gerät hat meist einen Speicher für die Auslesedaten, so dass ein Effekt jederzeit wiederholbar ist.
Umfangreiche Softwarepakete ermöglichen die unterschiedlichsten Effekte.
Aufgrund der zurückgegangenen Nachfrage nach DVE-Geräten in Studiosendungen und zahlreichen Veränderungen in der Postproduktion, wo die Hardware des DVE mittlerweile häufig durch PC-basierte Grafiksoftware ersetzt wird, ist es auch zu einem merklichen Rückgang der Verfügbarkeit von Ersatzteilen für solch teure Geräte gekommen. Neue Geräte werden nur noch von äußerst wenigen Firmen und in geringer Stückzahl außerhalb Deutschlands und der Europäischen Union produziert.